# Davinson Sánchez
Davinson Sánchez Mina (nascut el 12 de juny de 1996) és un jugador professional de futbol colombià que juga de defensa amb el Galatasaray. El seu fitxatge pel Tottenham el 2017 fou el rècord de fitxatge més car del club, en costar al voltant de 42 milions de lliures.

## Trajectòria

### Atlético Nacional
Davinson Sánchez va jugar a les categories inferiors de l'Atlético Nacional, on debutà amb el primer equip el 27 d'octubre de 2013 en un partit de lliga contra el Boyacá Chicó.
A causa de les seves bones actuacions amb el Nacional, clubs estrangers com el FC Barcelona, Flamengo i Ajax van mostrar interès per fitxar el jugador. El Barça va fer una oferta formal per signar el jugador, però Sánchez la va rebutjar perquè no volia començar al Barça B.
El 27 de juliol de 2016 va guanyar la Copa Libertadores amb l'Atlético Nacional vencent als equatorians de l'Independiente del Valle per 1-0 en la final.

### AFC Ajax
El 21 de juny de 2016, finalment es va anunciar el seu fitxatge per l'Ajax a canvi de cinc milions d'euros, on va signar un contracte per cinc anys. El 24 de setembre de 2016 va marcar els seus primers gols amb la samarreta de l'Ajax, marcant dues vegades en un partit que va acabar 5-1 contra el PEC Zwolle. El 8 de maig de 2017, va ser nomenat com a millor jugador de la temporada de l'Ajax.

### Tottenham Hotspur
El 18 d'agost de 2017 va fitxar pel Tottenham Hotspur FC per 46 milions d'euros.